# EEEfCOM-Innovationspreis
Der EEEfCOM-Innovationspreis (Electrical and Electronic Engineering for Communication) wurde u. a. in Zusammenarbeit mit den Unternehmen Rohde & Schwarz und Agilent Technologies von Gerotron Communication im Jahr 2001 ins Leben gerufen und wird jährlich europaweit an Wissenschaftler und Ingenieure verliehen.
Die Auszeichnung dient gemäß Reglement der Förderung innovativer, praxisnaher Forschung und Entwicklung, sowie der Anerkennung und Motivation von Ingenieuren und Wissenschaftlern auf den Gebieten der Informationsübertragungstechnik und -elektronik. Der Preis richtet sich sowohl an Einzelpersonen als auch an Teams/Konsortien aus Hochschulen und Forschungseinrichtungen sowie der Industrie. Ausgezeichnet werden als wichtig erachtete, bedeutende aktuelle wissenschaftliche Beiträge zur Weiterentwicklung der Informationstechnik. Neben Kriterien wie Verbesserung gängiger Techniken und Neuheitswert misst die Jury bei ihren Vergabeentscheidungen der Praxisrelevanz höchste Beachtung bei.
Mit Entschluss des Vergabekomitees kann der EEEfCOM-Innovationspreis in verschiedenen Kategorien bzw. Gruppen aufgeteilt oder auch (z. B. während einer zeitlichen Vergabeperiode) nicht vergeben werden.

## Preisträger

### 2002
- Kategorie Universitäten

1. Platz (Preisträger) Wolfgang Menzel – Universität Ulm
2. Platz (Preisträger) Linus Maurer – Universität Linz
- Kategorie Großindustrie

1. Platz (Empfängerkonsortium) Robert Schneider, Josef Wenger – DaimlerChrysler AG
2. Platz (Empfängerkonsortium) Willibald Konrath, Martin Schallner – Marconi Communications GmbH
- Kategorie Klein- und Mittelständische Unternehmen

1. Platz (Preisträger) Wolfgang Thomann – DICE GmbH&Co. KG
2. Platz (Preisträger) Armin Anders – Enocean GmbH
3. Platz (Preisträger) Ferdinand Blatter – Ruetz Traffic Systems GmbH&Co. KG
4. Platz (Preisträger) Erwin Hausmann – Novotronik GmbH
5. Platz (Preisträger) Peter Huber – Ingenieurbüro für Elektronik und Mikroprozessortechnik

### 2003
- Kategorie Universitäten

1. Platz (Empfängerkonsortium) Rainer Lenz, Karin Schuler, Jan Venot – Universität Karlsruhe
2. Platz (Empfängerkonsortium) Alexander Fischer, Andreas Stelzer – Universität Linz; Martin Vossiek – Technische Universität Clausthal
3. Platz (Empfängerkonsortium) Jung Han Choi, Gerhard R. Olbrich, Peter Russer – Technische Universität München; sowie auch Stephan Biber, Arnd Hofmann, Jürgen Richter, Lorenz-Peter Schmidt, Jochen Weinzierl – Universität Erlangen-Nürnberg
- Kategorie Großindustrie

1. Platz (Empfängerkonsortium) Stefan M. Lindenmeier, Johann-Friedrich Luy – DaimlerChrysler AG; Gerhard R. Olbrich, Peter Russer – Technische Universität München
2. Platz (Empfängerkonsortium) Yves Baeyens, Peter Paschke, Bernhard Schmauß, Oliver Wohlgemuth – Lucent Technologies, Inc.
- Kategorie Klein- und Mittelständische Unternehmen

1. Platz (Empfängerkonsortium) Wolfgang Gerstacker, Johannes Huber, Raimund Meyer, Robert Schober – Com-Research GmbH
2. Platz (Preisträger) Andreas Gronefeld – Ingenieurbüro Gronefeld
3. Platz (Empfängerkonsortium) Karsten Drögemüller, Alfred Ebberg, Michael Rehse, Winfried Schernus – ix-cad GmbH

### 2004
- Kategorie Universitäten

1. Platz (Preisträger) Frank Ellinger – Technische Hochschule Zürich
2. Platz (Preisträger) Oliver Klemp – Universität Hannover
3. Platz (Preisträger) Wolfgang Geiger – Universität Erlangen-Nürnberg
- Kategorie Firmen

1. Platz (Empfängerkonsortium) Dirk Becker, Mark Christmann, Leif Wiebking – Siemens AG; Martin Vossiek – Technische Universität Clausthal
2. Platz (Empfängerkonsortium) Klaus Hitzenberger – Frequentis, Fachhochschule Hagenberg
3. Platz (Preisträger) Wolfgang Weidmann – InnoSenT GmbH

### 2005
- Kategorie Universitäten

1. Platz (Empfängerkonsortium) Alexander Kölpin, Sebastian Winter – Universität Erlangen-Nürnberg; Thomas Eireiner – DaimlerChrysler AG
2. Platz (Empfängerkonsortium) Rolf Jakoby, Stefan Müller, Patrick Scheele – Technische Universität Darmstadt
3. Platz (Empfängerkonsortium) Georg Böck, Ahmed Sayed – Technische Universität Berlin
- Kategorie Industrie

1. Platz (Empfängerkonsortium) Martin Bünner, Jörg Hornsteiner, Günter Kovacs, Veit Meister, Florian Schnirch – Epcos AG
2. Platz (Preisträger) Ertugrul Sönmez – TES Electronic Solutions GmbH
- Kategorie Klein- und Mittelständische Unternehmen

1. Platz (Empfängerkonsortium) Steffen Schott – Süss Microtec AG; Steffen Thies – Rosenberger Hochfrequenztechnik GmbH & Co. KG
2. Platz (Preisträger) Tim Hentschel – Signalion GmbH

### 2006
- Kategorie Universitäten

1. Platz (Empfängerkonsortium) Ulrich Langmann, Pierre Mayr, Christopher Weyers – Universität Bochum; sowie auch Manfred Berroth, Markus Grözing – Universität Stuttgart; Matthias Neher – Robert Bosch GmbH; Bernd Philipp – Cadence Design Systems, Inc.
2. Platz (Empfängerkonsortium) Admir Burnic, Peter Jung, Tobias Scholand, Christoph Spiegel, Alexander Vießmann, Andreas Waadt – Universität Duisburg-Essen
3. Platz (Empfängerkonsortium) Michael Camp, René Herschmann – Universität Hannover
- Kategorie Forschungsverbund

(Empfängerkonsortium) Arnold Gronau, Winfried Mayer – Universität Ulm; Helmut Leier – DaimlerChrysler AG
- Kategorie Großindustrie

(Preisträger) Martin Simon – Infineon Technologies AG
- Kategorie Klein- und Mittelständische Unternehmen

1. Platz (Empfängerkonsortium) Thomas Bauernfeind, Zdravko Boos, Yangjian Chen, Yue Liu, Linus Maurer, Thomas Mayer,  Volker Neubauer, Tindaro Pittorino, Ulrich Vollenbruch, Christian Wicpalek – DICE GmbH&Co. KG (majority owned by Infineon Technologies AG)
2. Platz (Preisträger) Thaddäus Halaczek – Tritem microsystems GmbH
3. Platz (Empfängerkonsortium) Jacub Kucera, Urs Lott – AnaPico AG

### 2007
- Kategorie Universitäten

1. Platz (Empfängerkonsortium) Rolf Jakoby, Holger Maune, Andreas Penirschke, Martin Schüßler – Technische Universität Darmstadt
2. Platz (Empfängerkonsortium) Arnold Gronau, Mario Leib – Universität Ulm; Winfried Mayer – Endress+Hauser Messtechnik GmbH&Co. KG
- Kategorie Forschung

(Empfängerkonsortium) Andreas Lehner, Alexander Steingaß – DLR e. V. Oberpfaffenhofen
- Kategorie Industrie

1. Platz (Empfängerkonsortium) Nino Condemi, Thomas Greifeneder, Andreas Holm, Gernot Hueber, Burkhard Neurauter, Edmund Stanka, Klaus Scheiblhofer, Claus Stöger, Rainer Stuhlberger, Rastislav Vazny, Josef Zipper – DICE GmbH&Co. KG (majority owned by Infineon Technologies AG)
2. Platz (Empfängerkonsortium) Dirk Becker, Mark Christmann, Peter Gulden, Sven Röhr – Symeo GmbH

### 2008
- Kategorie Universitäten/Hochschulen

1. Platz (Empfängerkonsortium) Ralf Eickhoff, Frank Ellinger, Uwe Mayer – Technische Universität Dresden; Rolf Kraemer – IHP GmbH; Ignacio Santamaria – University of Cantabria
2. Platz (Empfängerkonsortium) Christoph Angerer, Michael Fischer, Martin Holzer, Bastian Knerr, Robert Langwieser, Gregor Lasser, Lukas W. Mayer, Markus Rupp, Arpad L. Scholtz – Technische Universität Wien
3. Platz (Empfängerkonsortium) Thorsten Kayser, Mario Pauli – Universität Karlsruhe (Technische Hochschule)

### 2009
- Kategorie Universitäten/Hochschulen

1. Platz (Empfängerkonsortium) Stefan Heinen, Bastian Mohr, Renato Negra, Björn T. Thiel, Niklas Zimmermann – Technische Hochschule Aachen
2. Platz (Empfängerkonsortium) Gunnar Armbrecht, Eckhard Denicke, Christian Zietz, Hanno Rabe, Ilona Rolfes – Universität Hannover; Nils Pohl, Thomas Musch – Ruhr-Universität Bochum; Michael Gerding – Krohne Messtechnik GmbH

### 2010
- Kategorie Universitäten/Hochschulen

1. Platz (Empfängerkonsortium) Christian Hofbauer, Mario Huemer, Alexander Onic – Universität Klagenfurt; Johannes B. Huber – Universität Erlangen-Nürnberg
2. Platz (Empfängerkonsortium) Peter Feil, Thomas Kraus, Wolfgang Menzel – Universität Ulm
3. Platz (Empfängerkonsortium) Helmut Geselle, Oliver Riese – Riese electronic GmbH
4. Platz (Empfängerkonsortium) Bernd Schleicher, Hermann Schumacher – Universität Ulm

### 2011
- Kategorie Universitäten/Hochschulen

1. Platz (Empfängerkonsortium) Felix Capanni, Heidi Capanni, Christian Peschmann, Tobias Schneider, Sebastian Becker – Hochschule Ulm
2. Platz (Empfängerkonsortium) Richard Rose, Alexander Götz, Stefan Zorn – Universität Erlangen-Nürnberg
3. Platz (Preisträger) Thomas Ußmüller – Universität Erlangen-Nürnberg
- Kategorie Sonderpreis

(Preisträger) Ralf Rudersdorfer – Universität Linz